# Hipercubo
Em geometria, um hipercubo é uma figura geométrica que generaliza o quadrado (2 dimensões) e o cubo (3 dimensões) para espaços com qualquer número de dimensões, chamados de n-dimensões. É uma forma fechada, compacta e convexa, composta por segmentos de reta paralelos, todos do mesmo tamanho, alinhados em cada dimensão do espaço e formando ângulos retos entre si. 

Animação do octácoro (ou tesserato), um hipercubo de 4 dimensões.

Animação do decátero (ou penteracto), um hipercubo de 5 dimensões.

Um hipercubo de dimensão N é o conjunto de pontos no espaço euclidiano N-dimensional que satisfazem as desigualdades {\displaystyle \forall i:-{\frac {a}{2}}<x_{i}<{\frac {a}{2}}}, onde {\displaystyle a} é o comprimento da aresta do hipercubo.
Também é possível definir um hipercubo como o produto cartesiano de N segmentos iguais.
Outra forma de caracterizar o N-cubo é como uma figura geométrica em que cada vértice está ligado por arestas a N outros vértices; N determina, por sua vez, a dimensão dessa figura. Ainda, um cubo N-dimensional pode ser entendido como formado por N pares de hiperplanos paralelos de dimensão (N−1), o que resulta em 2N células (ou hiperfaces), cada uma sendo um (N−1)-cubo.
De forma geral, o número de faces K-dimensionais de um cubo N-dimensional é dado por {\displaystyle 2^{N-K}\cdot {\binom {N}{K}}}, onde {\displaystyle {\binom {N}{K}}} representa o número de grupos de faces K-dimensionais paralelas (ou o número de faces K-dimensionais adjacentes a um vértice), e {\displaystyle 2^{N-K}} é o número de faces K-dimensionais em cada grupo.
Um hipercubo de n dimensões é chamado de n-cubo. Por exemplo:
- Um 2-cubo é um quadrado;
- Um 3-cubo é um cubo;
- Um 4-cubo é um tesserato (ou octácoro).

O conceito foi estudado por matemáticos como Harold Scott MacDonald Coxeter e E. L. Elte (1912), que o chamaram de "polítopo de medida". 

## O que é um hipercubo?
Um hipercubo é uma figura que existe em espaços com mais dimensões do que as três que vemos (comprimento, largura e altura). Podemos entender sua construção por etapas:
- 0 dimensão: Um ponto.
- 1 dimensão: Um segmento de reta, ao mover o ponto.
- 2 dimensões: Um quadrado, ao mover o segmento perpendicularmente.
- 3 dimensões: Um cubo, ao mover o quadrado perpendicularmente ao seu plano.
- 4 dimensões e além: Um hipercubo surge ao mover um cubo (ou hipercubo menor) em uma direção perpendicular a todas as anteriores. [3]

Como dimensões acima da terceira são difíceis de visualizar, usamos projeções 2D (como nas animações) ou analogias. Por exemplo, um tesserato (4-cubo) pode ser pensado como dois cubos conectados em uma quarta dimensão.

## Definição matemática
Um hipercubo pode ser definido de várias formas:
1. Coordenadas: Um hipercubo unitário em n dimensões é o conjunto de pontos em ℝⁿ cujas coordenadas são 0 ou 1, formando 2ⁿ vértices. Por exemplo, um quadrado (2-cubo) tem vértices (0,0), (0,1), (1,0), (1,1). Um hipercubo geral com lado a e centro x contém pontos y tais que |yᵢ - xᵢ| ≤ a/2 para cada coordenada i. [3]
2. Produto cartesiano: Um hipercubo é o produto cartesiano de n intervalos iguais, como [0,1]ⁿ para um hipercubo unitário. [2]
3. Esqueleto: O esqueleto de 1 dimensão de um hipercubo (suas arestas) forma um grafo chamado grafo hipercubo, onde cada vértice se conecta a n outros. [4]

## Propriedades
As propriedades matemáticas de um hipercubo n-dimensional com aresta de comprimento a são:
| Propriedade                       | Fórmula geral                                | Exemplo (n=4, a=1) |
| --------------------------------- | -------------------------------------------- | ------------------ |
| Número de vértices                | {\displaystyle 2^{n}}                        | 16                 |
| Número de arestas                 | {\displaystyle n\cdot 2^{n-1}}               | 32                 |
| Número de faces 2D (quadrados)    | {\displaystyle 2^{n-2}\cdot {\binom {n}{2}}} | 24                 |
| Número de células 3D (cubos)      | {\displaystyle 2^{n-3}\cdot {\binom {n}{3}}} | 8                  |
| Volume (n-hipervolume)            | {\displaystyle V_{n}=a^{n}}                  | 1                  |
| Área da superfície ((n−1)-volume) | {\displaystyle S_{n}=2n\cdot a^{n-1}}        | 8                  |
| Comprimento da diagonal           | {\displaystyle D=a{\sqrt {n}}}               | 2                  |
| Raio da hiperesfera circunscrita  | {\displaystyle R={\frac {a{\sqrt {n}}}{2}}}  | 1                  |
| Raio da hiperesfera inscrita      | {\displaystyle r={\frac {a}{2}}}             | 0,5                |

## Diferentes Hipercubos
| N-Cubo  | Imagem (projeção 2D) | Nome       | Pontos (0) | Segmentos (1) | Quadrados (2) | Cubos (3) | Tesseractos (4) | Penteractos (5) | Hexeractos (6) | Heptaractos (7) | Octeractos (8) | Ennearactos (9) | Dekeractos (10) |
| ------- | -------------------- | ---------- | ---------- | ------------- | ------------- | --------- | --------------- | --------------- | -------------- | --------------- | -------------- | --------------- | --------------- |
| 0-cubo  |                      | Ponto      | 1          | 0             | 0             | 0         | 0               | 0               | 0              | 0               | 0              | 0               | 0               |
| 1-cubo  |                      | Segmento   | 2          | 1             | 0             | 0         | 0               | 0               | 0              | 0               | 0              | 0               | 0               |
| 2-cubo  |                      | Quadrado   | 4          | 4             | 1             | 0         | 0               | 0               | 0              | 0               | 0              | 0               | 0               |
| 3-cubo  |                      | Cubo       | 8          | 12            | 6             | 1         | 0               | 0               | 0              | 0               | 0              | 0               | 0               |
| 4-cubo  |                      | Tesseracto | 16         | 32            | 24            | 8         | 1               | 0               | 0              | 0               | 0              | 0               | 0               |
| 5-cubo  |                      | Penteracto | 32         | 80            | 80            | 40        | 10              | 1               | 0              | 0               | 0              | 0               | 0               |
| 6-cubo  |                      | Hexeracto  | 64         | 192           | 240           | 160       | 60              | 12              | 1              | 0               | 0              | 0               | 0               |
| 7-cubo  |                      | Heptaracto | 128        | 448           | 672           | 560       | 280             | 84              | 14             | 1               | 0              | 0               | 0               |
| 8-cubo  | Octeracto            | Octeracto  | 256        | 1024          | 1792          | 1792      | 1120            | 448             | 112            | 16              | 1              | 0               | 0               |
| 9-cubo  |                      | Ennearacto | 512        | 2304          | 4608          | 5376      | 4032            | 2016            | 672            | 144             | 18             | 1               | 0               |
| 10-cubo |                      | Dekeracto  | 1024       | 5120          | 11520         | 15360     | 13440           | 8064            | 3360           | 960             | 180            | 20              | 1               |

Hipercubos de dimensões maiores, como o 6-cubo (hexeracto) ou 10-cubo (dekeracto), seguem o mesmo padrão.

## Aplicações
Hipercubos são usados em diversas áreas:
- Matemática: Estudados em geometria multidimensional e topologia, como politopos regulares. [2]
- Computação: Inspiram arquiteturas de redes, como em supercomputadores, devido à estrutura simétrica do grafo hipercubo. [4]
- Física: Modelos de dimensões extras, como em teorias de cordas, usam conceitos de hipercubos.
- Estatística: A amostragem por hipercubo latino distribui pontos uniformemente em espaços multidimensionais, útil em simulações. [3]

## Hipercubos na cultura
Hipercubos aparecem em ficção científica e arte, simbolizando dimensões superiores:
- And He Built a Crooked House (1941), de Robert A. Heinlein, descreve uma casa em forma de tesserato.
- Flatland (1884), de Edwin A. Abbott, explora dimensões extras.
- Crucifixion (Corpus Hypercubus) (1954), de Salvador Dalí, mostra uma cruz como tesserato.